# Лейкв'ю (Джорджія)
Лейкв'ю (англ. Lakeview) — переписна місцевість (CDP) в США, в округах Катуза і Вокер штату Джорджія. Населення — 4777 осіб (2020).

## Географія
Лейкв'ю розташований за координатами 34°58′38″ пн. ш. 85°15′13″ зх. д. / 34.97722° пн. ш. 85.25361° зх. д. (34.977100, -85.253614).  За даними Бюро перепису населення США в 2010 році переписна місцевість мала площу 5,92 км², з яких 5,88 км² — суходіл та 0,03 км² — водойми.

## Демографія
Згідно з переписом 2010 року, у переписній місцевості мешкало 4839 осіб у 1943 домогосподарствах у складі 1308 родин. Густота населення становила 818 осіб/км².  Було 2185 помешкань (369/км²).
Расовий склад населення:
| - 94,5 % — білих - 1,4 % — чорних або афроамериканців - 1,1 % — азіатів - 0,6 % — корінних американців |

До двох чи більше рас належало 1,8 %. Частка іспаномовних становила 1,3 % від усіх жителів.
За віковим діапазоном населення розподілялося таким чином: 22,2 % — особи молодші 18 років, 61,1 % — особи у віці 18—64 років, 16,7 % — особи у віці 65 років та старші. Медіана віку мешканця становила 39,5 року. На 100 осіб жіночої статі у переписній місцевості припадало 94,3 чоловіків;  на 100 жінок у віці від 18 років та старших — 88,7 чоловіків також старших 18 років.
Середній дохід на одне домашнє господарство  становив 43 394 долари США (медіана — 34 514), а середній дохід на одну сім'ю — 48 756 доларів (медіана — 37 961). Медіана доходів становила 32 252 долари для чоловіків та 27 847 доларів для жінок. За межею бідності перебувало 19,1 % осіб, у тому числі 34,7 % дітей у віці до 18 років та 5,2 % осіб у віці 65 років та старших.
Цивільне працевлаштоване населення становило 2416 осіб. Основні галузі зайнятості: роздрібна торгівля — 22,2 %, виробництво — 19,0 %, освіта, охорона здоров'я та соціальна допомога — 16,4 %.